# Sala de Conciertos de Tesalónica
La Sala de Conciertos de Tesalónica (en griego: Μέγαρο Μουσικής Θεσσαλονίκης) es una sala de conciertos y centro de conferencias en Salónica, Grecia. Fue inaugurado en el año 2000 en un terreno cedido por el Estado griego. El complejo cuenta con dos edificios principales: M1, con un auditorio con capacidad para 1.400 personas; y M2, de estilo más contemporáneo, obra del arquitecto japonés Arata Isozaki, con una serie de espacios de actuación más pequeños.
El director artístico de la Sala de Conciertos de Tesalónica, cuyo mandato de tres años comienza el 1 de enero de 2021, es Christos Galileas, profesor asociado de violín en la Universidad Estatal de Georgia.